# Nishino-ura Cove
Nishino-ura Cove är en vik i Antarktis. Den ligger i Östantarktis. Norge gör anspråk på området.